# Juan Bautista de Vivar
Juan Bautista de Vivar (o Bivar) fue un escritor del Siglo de Oro de la Literatura Española, muy conocido en su época y caído en el olvido con el paso de los años. Vivar obtuvo su fama entre las grandes figuras de la Literatura Española del momento, tales como Lope de Vega o Cervantes. Asimismo fue aclamado en las tertulias literarias e intelectuales por su capacidad para la improvisación, esto es, por ser lo que se denominaba un gran repentista.

## Biografía
La actividad literaria de Juan Bautista de Vivar se estima que se produjo entre finales del siglo XVI y principios del siglo XVII. La información que se conserva de este autor es escasa, por lo que el sitio de origen y muerte del poeta, al igual que su fecha de nacimiento y fallecimiento, también son desconocidos. Ni siquiera su nombre en los estudios modernos es claro, ya que es típico encontrarlo como Juan Bautista de Vivar o Bivar, aunque en alguna ocasiones aparece sin el primero de los nombres.
Aunque se cree que su producción literaria fue extensa y que fue un autor bastante reconocido en su época, no llegó a publicar ninguna de sus obras en vida. Como consecuencia, actualmente solo conocemos una escasa parte de su obra literaria, constituida sobre todo por romances nuevos.
La fama que Juan Bautista de Vivar adquirió en vida se puede ver reflejada en La verdadera historia del rey Rodrigo, de Abulcacim Tarif Abentarique (traducido por Miguel de Luna), en la que se encuentran unos versos del poeta en la parte preliminar de la composición. No obstante, como ya se ha dicho, se cree que su producción literaria fue más extensa. Un ejemplo de ello es una anécdota que recoge Abraham Madroñal Durán en uno de sus estudios sobre el autor. Esta anécdota hace referencia a un rumor según el cual un famoso romance que se transmitía oralmente por Madrid, hacía el 1588, estaba escrito por él.

“Este romance es del estilo de cuatro o cinco que solos lo podrán hacer; que podrá ser de Liñán y no está aquí, y de Cervantes y no está aquí, pues mío no es, puede ser de Vivar o Lope de Vega”

Además se sabe que junto con Cervantes, Lope de vega, Pedro Liñán de Riaza, y con el toledano Luis Vargas de Manrique, Juan Bautista de Vivar formó parte del círculo de creadores del Romancero Nuevo, en 1580 aproximadamente. Este nuevo estilo también fue cultivado por Góngora. Podríamos destacar la mención a Juan Bautista de Vivar, junto con Luis de Vargas y Liñán de Riaza, en La Galatea, de Cervantes.

## Estilo y referencias literarias
Es por su relación con los grandes literatos mencionados, por lo que Juan Bautista de Vivar puede ser considerado uno de los creadores de la corriente poética conocida como Romancero nuevo, lo que le proporcionó cierta fama en su época, aunque se trata de una fama circunstancial, solo vigente mientras vivió. El tema que más dominó fue el jocoso-burlesco, aunque la materia religiosa también lo tentó. «Vivar fue capaz de componer con pies bastante inverosímiles, esto es lo que le llevó a la fama de ser único entre los de su entorno», según Madroñal Durán.
Existen distintas referencias que nombran a este autor y lo relacionan con los círculos literarios de la época:

Cervantes cita a Juan Bautista de Vivar en el sexto libro de La Galatea, en el Canto de Calíope, en el que se nombran otros grandes escritores e ingenios de la literatura española de la época, entre Tomás Gracián Dantisco y Baltasar de Toledo: 

Agora, hermanas bellas, de improviso

Baptista de Vivar quiere alabaros
con tanta discreción, gala y aviso,

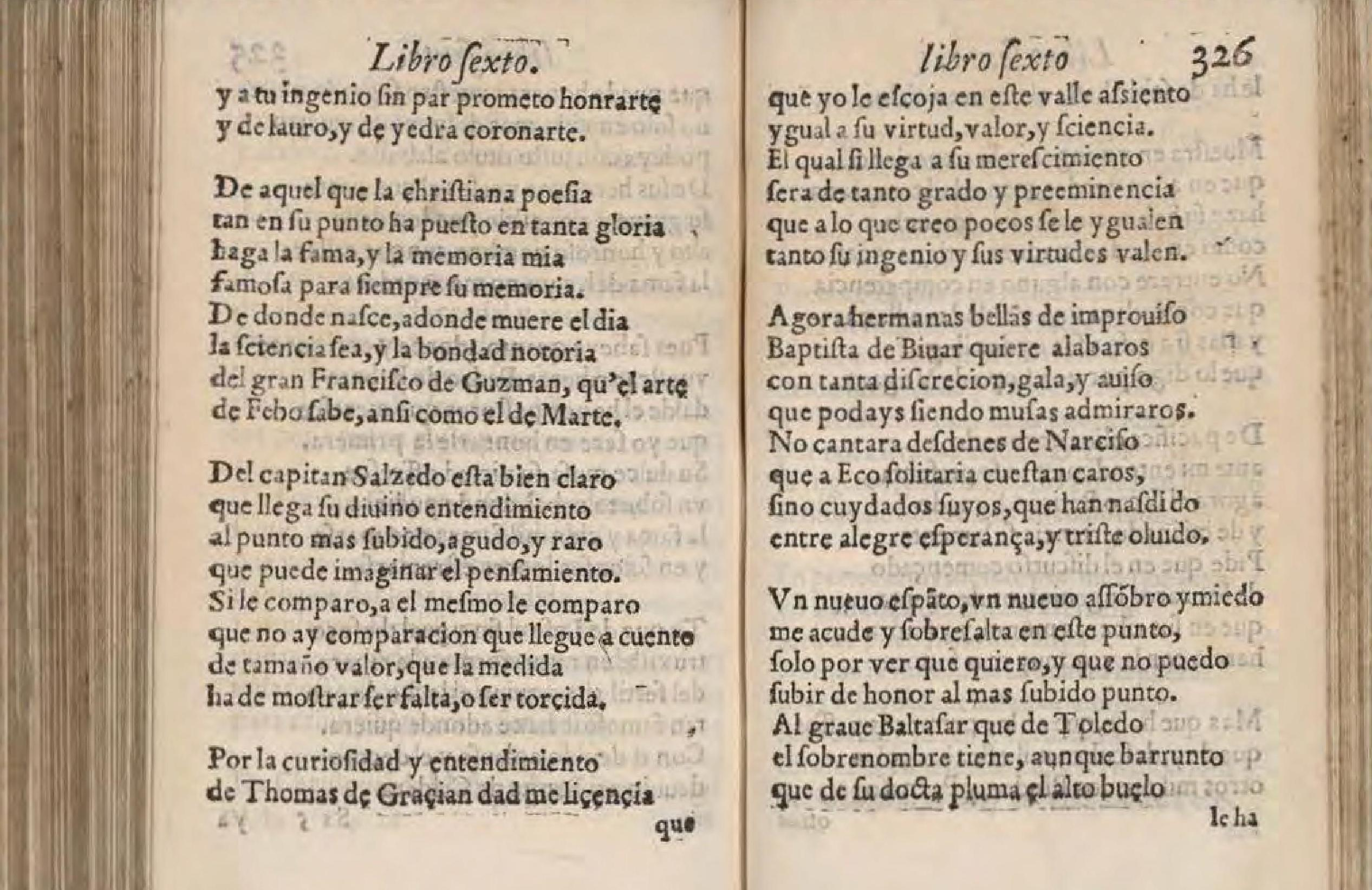
La Galatea de Cervantes, 1585; página 326

que podáis, siendo musas, admiraros.
No cantará desdenes de Narciso,
que a Eco solitaria cuestan caros,
sino cuidados suyos que han nascido

entre alegre esperanza y triste olvido.

Aparece también en La Dorotea, de Lope de Vega, concretamente en la segunda escena del cuarto acto, en la que el mismo Lope define al repentista de la siguiente manera: 

Francisco de Figueroa y Fernando de Herrera, que entrambos han merecido nombres de divinos; Pedro Padilla, el doctor Campuzano, López Maldonado, Miguel Cervantes, el jurado Rufos, el doctor Soto, don Alonso de Ercilla, Liñán de Riaza, don Luis de Vargas Manrique, don Francisco de la Cueva y el Licenciado Berrio, y este Lope de Vega que comienza agora.

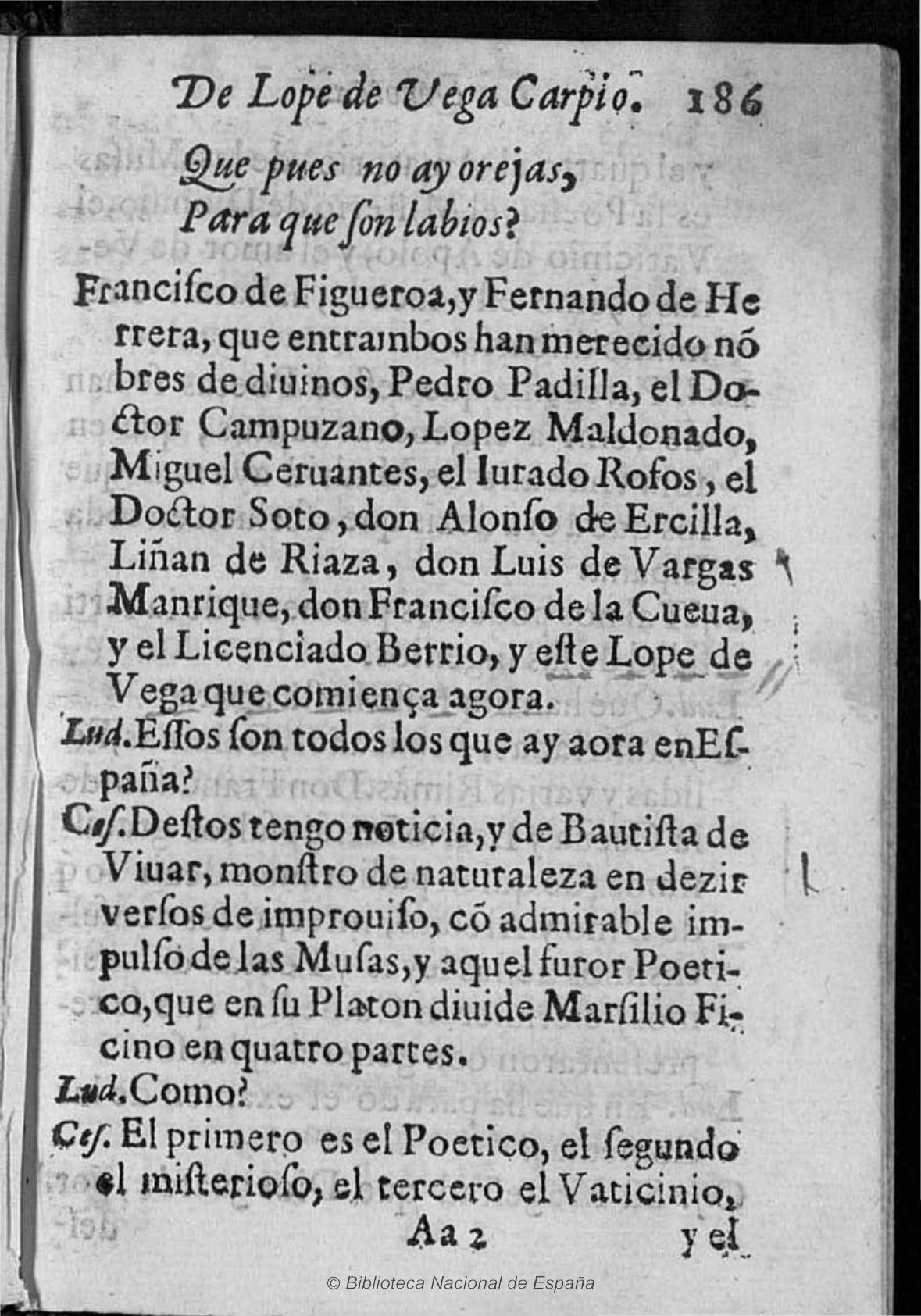
La Dorotea de Lope de Vega, 1632; página 186

LUD.— ¿Esos son todos los que hay ahora en España?

CÉS.— Déstos tengo noticia, y de Bautista de Vivar, monstro de naturaleza en decir versos de improviso con admirable impulso de las Musas, y aquel furor poético que en su Platón divide Marsilio Ficino en cuatro partes.
La Dorotea, Lope de Vega

Hay que señalar, además, que algunos versos de Juan Bautista de Vivar han sido atribuidos tradicionalmente a Liñán de Riaza, como el soneto que comienza:

Yo Juan Bautista de Vivar, poeta

por la gracia de Ascanio solamente,

saltabanco mayor de todo Oriente,

laureado por Chipre y por Gaeta...

Dirigido a un escritor jurado de Córdoba, Juan Rufo, el soneto, conservado en un manuscrito de la Biblioteca Nacional de España con atribución a Liñán y publicado por Bonilla, parece obra segura de Vivar, pese a las atribución tradicional, pues coincide claramente con el mecenazgo a cargo del cardenal Ascanio Colonna que recibió Juan Bautista de Vivar.
El artista también aparece con el sobrenombre arcádico de Vireno en un romance atribuido a él que empieza Aquesta secretas selvas, pero se trata de un nombre recurrente, empleado también por otros poetas aludiendo a sus amores con la bella Olimpia. En los romances de Vivar —y en otras composiciones— se cantan los desengaños amorosos de Vireno casi siempre como algo propio del pasado por la ausencia de la amada, contraponiéndolo al presente doloroso, como en el soneto Sy tanto gusto tengo en el tormento. Otras veces, el tema de sus composiciones poéticas es la vida militar, como en sus Octavas a la vida militar —también llamado A la vida soldadesca. Estantias— , en las que  convoca a un joven a la guerra. También se le atribuyen tres glosas que comienzan Vn martyr sancto aguardaba; Virgen, la reyna sois de hermosura y Estando el cielo estrellado. Como también Yas apareja Simeón o Del arcediano de Coria.
Además de los romances y las glosas, se han encontrado anotaciones y poemas en libros de otros autores del entorno de Vivar. Por ejemplo, en el Jardín divino hecho en el año Xpo. De 1604 de Juan de Varayz y Vera aparece un poema de Vivar, que comienza: Madalena, ¿Qué aguardáis? y que también se localiza en los preliminares de conversión de la Magdalena de Pedro Malón de Chaide y en el libro de Juan Bru de la Madalena: Obras espirituales de diversos... en el día y fiesta de Santa María Madalena. También en los preliminares de la obra de Miguel de Luna: La verdadera historia del rey don Rodrigo (Granada, 1592), se recogen unas redondillas atribuidas a Vivar que comienzan: Aquí lector podrás.
En el Cancionero manuscrito 3096 en la Biblioteca Riccardiana de Florencia, se recogen poemas en castellano y en italiano con muchos castellanismos. Lo interesante de este Cancionero es que la mayoría de los poemas aluden a Juan Bautista de Vivar o son escritos por él. La temática erótica está muy presente en dichos poemas, sin utilizar apenas eufemismos. La métrica utilizada para los poemas es una mezcla entre métrica italiana y métrica castellana; como pasa en su contenido, que puede ser de carácter culto o tradicional. La fecha de su redacción no está fijada con exactitud. Los poetas que se mencionan en el códice eran compañeros de Vivar en una supuesta academia o reunión de ingenios, algunos de los cuales prácticamente desconocidos como doña Vicenta Daroca o el Doctor Villegas. El códice está lleno de glosas de repente, muchas atribuidas a Vivar. Además, es similar al Cuaderno K del Colegio Mayor de Cuenca porque en ambos hay un mismo poema con pocas variantes, añadiendo que en otro poema del Cuaderno se dirige a Ascanio Colonna y aparecen enamoradas de Vivar. También se asemejan por la fecha de creación, situada en el último tercio del siglo XVI. A pesar de estas relaciones, el Cancionero parece haber sido confeccionado para destacar las habilidades poéticas de Juan Bautista de Vivar, ya que es un conjunto de sus poemas o relativos a su vida.